# Giải vô địch bóng đá nữ thế giới 2023 (Bảng B)
Bảng B của giải vô địch bóng đá nữ thế giới 2023 sẽ diễn ra từ ngày 20 đến ngày 31 tháng 7 năm 2023. Bảng này bao gồm chủ nhà Úc, Cộng hòa Ireland, Nigeria và Canada. Hai đội tuyển đứng đầu sẽ giành quyền vào vòng 16 đội.

## Các đội tuyển
| Vị trí bốc thăm | Đội tuyển        | Nhóm hạt giống | Liên đoàn | Tư cách vòng loại                        | Ngày vượt qua vòng loại | Tham dự chung kết | Tham dự cuối cùng | Thành tích tốt nhất lần trước | Bảng xếp hạng FIFA | Bảng xếp hạng FIFA |
| Vị trí bốc thăm | Đội tuyển        | Nhóm hạt giống | Liên đoàn | Tư cách vòng loại                        | Ngày vượt qua vòng loại | Tham dự chung kết | Tham dự cuối cùng | Thành tích tốt nhất lần trước | Tháng 10 năm 2022  | Tháng 6 năm 2023   |
| --------------- | ---------------- | -------------- | --------- | ---------------------------------------- | ----------------------- | ----------------- | ----------------- | ----------------------------- | ------------------ | ------------------ |
| B1              | Úc               | 1              | AFC       | Đồng chủ nhà                             | 25 tháng 6 năm 2020     | Lần thứ 8         | 2019              | Tứ kết (2007, 2011, 2015)     | 13                 | 10                 |
| B2              | Cộng hòa Ireland | 3              | UEFA      | Thắng play-off (UEFA), hạng nhì tốt nhất | 11 tháng 10 năm 2022    | Lần đầu           | —                 | —                             | 24                 | 22                 |
| B3              | Nigeria          | 4              | CAF       | Hạng tư Cúp bóng đá nữ châu Phi          | 14 tháng 7 năm 2022     | Lần thứ 9         | 2019              | Tứ kết (1999)                 | 45                 | 40                 |
| B4              | Canada           | 2              | CONCACAF  | Á quân Giải vô địch bóng đá nữ CONCACAF  | 8 tháng 7 năm 2022      | Lần thứ 8         | 2019              | Hạng tư (2003)                | 7                  | 7                  |

Ghi chú
1. ↑  Bảng xếp hạng vào Tháng 10 năm 2022 sẽ được sử dụng làm hạt giống cho buổi lễ bốc thăm.

## Bảng xếp hạng
| VT | Đội              | ST | T | H | B | BT | BB | HS | Đ | Giành quyền tham dự                 |
| -- | ---------------- | -- | - | - | - | -- | -- | -- | - | ----------------------------------- |
| 1  | Úc (H)           | 3  | 2 | 0 | 1 | 7  | 3  | +4 | 6 | Đi tiếp vào vòng đấu loại trực tiếp |
| 2  | Nigeria          | 3  | 1 | 2 | 0 | 3  | 2  | +1 | 5 | Đi tiếp vào vòng đấu loại trực tiếp |
| 3  | Canada           | 3  | 1 | 1 | 1 | 2  | 5  | −3 | 4 |                                     |
| 4  | Cộng hòa Ireland | 3  | 0 | 1 | 2 | 1  | 3  | −2 | 1 |                                     |

Ở vòng 16 đội:
- Đội nhất bảng B sẽ đấu với đội nhì bảng D.
- Đội nhì bảng B sẽ đấu với đội nhất bảng D.

## Các trận đấu
Tất cả trận đấu được liệt kê theo giờ địa phương.

### Úc vs Cộng hòa Ireland
Trận đấu ban đầu dự kiến diễn ra tại Sân vận động Bóng đá Sydney, Sydney. Tuy nhiên, FIFA đã xác nhận vào ngày 31 tháng 1 năm 2023 (giờ Úc) rằng trận đấu sẽ được chuyển đến Sân vận động Australia, Sydney, do lượng vé và sự quan tâm đến trận đấu gia tăng đáng kể.
| Úc                   | 1–0      | Cộng hòa Ireland |
| -------------------- | -------- | ---------------- |
| - Catley 52' (ph.đ.) | Chi tiết |                  |

| Úc | Cộng hòa Ireland |

| GK               | 18 | Mackenzie Arnold   |  |     |
| RB               | 21 | Ellie Carpenter    |  |     |
| CB               | 15 | Clare Hunt         |  |     |
| CB               | 14 | Alanna Kennedy     |  |     |
| LB               | 7  | Steph Catley (c)   |  |     |
| RM               | 16 | Hayley Raso        |  |     |
| CM               | 19 | Katrina Gorry      |  |     |
| CM               | 23 | Kyra Cooney-Cross  |  |     |
| LM               | 5  | Cortnee Vine       |  | 75' |
| RF               | 9  | Caitlin Foord      |  |     |
| LF               | 11 | Mary Fowler        |  | 84' |
| Thay người:      |    |                    |  |     |
| MF               | 10 | Emily Van Egmond   |  | 75' |
| DF               | 4  | Clare Polkinghorne |  | 84' |
| Huấn luyện viên: |    |                    |  |     |
| Tony Gustavsson  |    |                    |  |     |

| GK               | 1  | Courtney Brosnan  |     |     |
| CB               | 5  | Niamh Fahey       |     |     |
| CB               | 4  | Louise Quinn      |     |     |
| CB               | 6  | Megan Connolly    |     |     |
| RM               | 14 | Heather Payne     |     |     |
| CM               | 10 | Denise O'Sullivan | 42' |     |
| CM               | 8  | Ruesha Littlejohn |     |     |
| LM               | 11 | Katie McCabe (c)  |     |     |
| RF               | 17 | Sinead Farrelly   |     | 63' |
| CF               | 18 | Kyra Carusa       |     | 87' |
| LF               | 20 | Marissa Sheva     |     | 63' |
| Thay người:      |    |                   |     |     |
| FW               | 19 | Abbie Larkin      |     | 63' |
| MF               | 15 | Lucy Quinn        |     | 63' |
| DF               | 22 | Isibeal Atkinson  |     | 87' |
| Huấn luyện viên: |    |                   |     |     |
| Vera Pauw        |    |                   |     |     |

| Cầu thủ xuất sắc của trận đấu: Steph Catley (Úc) Trợ lý trọng tài: Neuza Back (Brasil) Leila Moreira da Cruz (Brasil) Trọng tài thứ tư: María Carvajal (Chile) Trọng tài video: Daiane Muniz dos Santos (Brasil) Trợ lý trọng tài video: Juan Soto (Venezuela) Trợ lý trọng tài video (việt vị): Mariana de Almeida (Argentina) |

### Nigeria vs Canada
| Nigeria | 0–0      | Canada |
| ------- | -------- | ------ |
|         | Chi tiết |        |

| Nigeria | Canada |

| GK               | 16 | Chiamaka Nnadozie (c) |       |       |
| RB               | 22 | Michelle Alozie       |       |       |
| CB               | 3  | Osinachi Ohale        |       |       |
| CB               | 14 | Oluwatosin Demehin    | 54'   |       |
| LB               | 2  | Ashleigh Plumptre     |       |       |
| CM               | 10 | Christy Ucheibe       |       |       |
| CM               | 13 | Deborah Abiodun       | 90+8' |       |
| RW               | 17 | Francisca Ordega      |       | 73'   |
| AM               | 7  | Toni Payne            |       |       |
| LW               | 6  | Ifeoma Onumonu        |       | 85'   |
| CF               | 8  | Asisat Oshoala        |       | 90+1' |
| Thay người:      |    |                       |       |       |
| FW               | 12 | Uchenna Kanu          |       | 73'   |
| FW               | 21 | Esther Okoronkwo      |       | 85'   |
| MF               | 19 | Jennifer Echegini     |       | 90+1' |
| Huấn luyện viên: |    |                       |       |       |
| Randy Waldrum    |    |                       |       |       |

| GK               | 1  | Kailen Sheridan        |       |     |
| RB               | 8  | Jayde Riviere          |       | 71' |
| CB               | 3  | Kadeisha Buchanan      |       |     |
| CB               | 14 | Vanessa Gilles         |       |     |
| LB               | 10 | Ashley Lawrence        | 74'   |     |
| CM               | 5  | Quinn                  |       |     |
| CM               | 7  | Julia Grosso           |       | 82' |
| RW               | 6  | Deanne Rose            |       | 46' |
| AM               | 12 | Christine Sinclair (c) |       | 71' |
| LW               | 19 | Adriana Leon           |       | 64' |
| CF               | 9  | Jordyn Huitema         |       |     |
| Thay người:      |    |                        |       |     |
| FW               | 20 | Cloé Lacasse           |       | 46' |
| FW               | 11 | Evelyne Viens          | 90+9' | 64' |
| DF               | 2  | Allysha Chapman        |       | 71' |
| MF               | 13 | Sophie Schmidt         |       | 71' |
| FW               | 15 | Nichelle Prince        |       | 82' |
| Huấn luyện viên: |    |                        |       |     |
| Bev Priestman    |    |                        |       |     |

| Cầu thủ xuất sắc của trận đấu: Chiamaka Nnadozie (Nigeria) Trợ lý trọng tài: Chrysoula Kourompylia (Hy Lạp) Karolin Kaivoja (Estonia) Trọng tài thứ tư: Iuliana Demetrescu (România) Trọng tài video: Pol van Boekel (Hà Lan) Trợ lý trọng tài video: Abdulla Al-Marri (Qatar) Trợ lý trọng tài video (việt vị): Katrin Rafalski (Đức) |

### Canada vs Cộng hòa Ireland
| Canada                             | 2–1      | Cộng hòa Ireland |
| ---------------------------------- | -------- | ---------------- |
| - Connolly 45+5' (l.n.) - Leon 53' | Chi tiết | - McCabe 4'      |

| Canada | Cộng hòa Ireland |

| GK               | 1  | Kailen Sheridan    |     |       |
| RB               | 8  | Jayde Riviere      |     | 90+4' |
| CB               | 3  | Kadeisha Buchanan  | 36' | 46'   |
| CB               | 14 | Vanessa Gilles     | 61' |       |
| LB               | 10 | Ashley Lawrence    |     |       |
| DM               | 5  | Quinn              |     |       |
| CM               | 17 | Jessie Fleming (c) |     |       |
| CM               | 7  | Julia Grosso       |     | 46'   |
| RF               | 9  | Jordyn Huitema     |     |       |
| CF               | 11 | Evelyne Viens      |     | 46'   |
| LF               | 19 | Adriana Leon       |     | 59'   |
| Thay người:      |    |                    |     |       |
| DF               | 4  | Shelina Zadorsky   |     | 46'   |
| FW               | 12 | Christine Sinclair |     | 46'   |
| MF               | 13 | Sophie Schmidt     |     | 46'   |
| FW               | 20 | Cloé Lacasse       |     | 59'   |
| DF               | 2  | Allysha Chapman    |     | 90+4' |
| Huấn luyện viên: |    |                    |     |       |
| Bev Priestman    |    |                    |     |       |

| GK               | 1  | Courtney Brosnan  |       |     |
| CB               | 5  | Niamh Fahey       |       |     |
| CB               | 4  | Louise Quinn      |       |     |
| CB               | 6  | Megan Connolly    |       |     |
| RM               | 13 | Áine O'Gorman     |       | 59' |
| CM               | 10 | Denise O'Sullivan |       |     |
| CM               | 8  | Ruesha Littlejohn |       | 65' |
| LM               | 11 | Katie McCabe (c)  | 90+8' |     |
| RF               | 15 | Lucy Quinn        |       | 46' |
| CF               | 18 | Kyra Carusa       |       | 65' |
| LF               | 17 | Sinead Farrelly   |       | 65' |
| Thay người:      |    |                   |       |     |
| FW               | 19 | Abbie Larkin      |       | 46' |
| FW               | 20 | Marissa Sheva     |       | 59' |
| DF               | 22 | Isibeal Atkinson  |       | 65' |
| MF               | 12 | Lily Agg          |       | 65' |
| FW               | 9  | Amber Barrett     |       | 65' |
| Huấn luyện viên: |    |                   |       |     |
| Vera Pauw        |    |                   |       |     |

| Cầu thủ xuất sắc của trận đấu: Katie McCabe (Cộng hòa Ireland) Trợ lý trọng tài: Mariana de Almeida (Argentina) Daiana Milone (Argentina) Trọng tài thứ tư: Akhona Makalima (Nam Phi) Trọng tài video: Alejandro Hernández Hernández (Tây Ban Nha) Trợ lý trọng tài video: Juan Martínez Munuera (Tây Ban Nha) Trợ lý trọng tài video (việt vị): Neuza Back (Brasil) |

### Úc vs Nigeria
| Úc                                  | 2–3      | Nigeria                                |
| ----------------------------------- | -------- | -------------------------------------- |
| - Van Egmond 45+1' - Kennedy 90+10' | Chi tiết | - Kanu 45+6' - Ohale 65' - Oshoala 72' |

| Úc | Nigeria |

| GK               | 18 | Mackenzie Arnold   |       |     |
| RB               | 21 | Ellie Carpenter    |       |     |
| CB               | 15 | Clare Hunt         |       |     |
| CB               | 14 | Alanna Kennedy     |       |     |
| LB               | 7  | Steph Catley (c)   |       |     |
| DM               | 10 | Emily van Egmond   |       |     |
| CM               | 23 | Kyra Cooney-Cross  |       |     |
| CM               | 19 | Katrina Gorry      |       |     |
| RF               | 5  | Cortnee Vine       |       | 82' |
| CF               | 9  | Caitlin Foord      | 45+3' |     |
| LF               | 16 | Hayley Raso        |       | 85' |
| Thay người:      |    |                    |       |     |
| DF               | 4  | Clare Polkinghorne |       | 82' |
| MF               | 8  | Alex Chidiac       |       | 85' |
| Huấn luyện viên: |    |                    |       |     |
| Tony Gustavsson  |    |                    |       |     |

| GK               | 16 | Chiamaka Nnadozie (c) |     |     |
| RB               | 22 | Michelle Alozie       | 21' |     |
| CB               | 3  | Osinachi Ohale        |     |     |
| CB               | 14 | Oluwatosin Demehin    |     |     |
| LB               | 2  | Ashleigh Plumptre     |     | 77' |
| DM               | 18 | Halimatu Ayinde       |     | 76' |
| CM               | 7  | Toni Payne            |     | 90' |
| CM               | 10 | Christy Ucheibe       |     |     |
| RF               | 6  | Ifeoma Onumonu        |     | 63' |
| CF               | 12 | Uchenna Kanu          |     | 63' |
| LF               | 15 | Rasheedat Ajibade     |     |     |
| Thay người:      |    |                       |     |     |
| FW               | 8  | Asisat Oshoala        | 73' | 63' |
| FW               | 21 | Esther Okoronkwo      |     | 63' |
| MF               | 19 | Jennifer Echegini     |     | 76' |
| DF               | 4  | Glory Ogbonna         |     | 77' |
| DF               | 5  | Onome Ebi             |     | 90' |
| Huấn luyện viên: |    |                       |     |     |
| Randy Waldrum    |    |                       |     |     |

| Cầu thủ xuất sắc của trận đấu: Osinachi Ohale (Nigeria) Trợ lý trọng tài: Katrin Rafalski (Đức) Susanne Küng (Thụy Sĩ) Trọng tài thứ tư: Lina Lehtovaara (Phần Lan) Trọng tài video: Marco Fritz (Đức) Trợ lý trọng tài video: Pol van Boekel (Hà Lan) Trợ lý trọng tài video (việt vị): Ella De Vries (Bỉ) |

### Canada vs Úc
| Canada | 0–4      | Úc                                                 |
| ------ | -------- | -------------------------------------------------- |
|        | Chi tiết | - Raso 9', 39' - Fowler 58' - Catley 90+4' (ph.đ.) |

| Canada | Úc |

| GK               | 1  | Kailen Sheridan        |  |     |
| RB               | 8  | Jayde Riviere          |  | 46' |
| CB               | 3  | Kadeisha Buchanan      |  |     |
| CB               | 14 | Vanessa Gilles         |  |     |
| LB               | 10 | Ashley Lawrence        |  |     |
| DM               | 5  | Quinn                  |  | 77' |
| CM               | 7  | Julia Grosso           |  | 46' |
| CM               | 17 | Jessie Fleming         |  |     |
| RF               | 19 | Adriana Leon           |  | 64' |
| CF               | 12 | Christine Sinclair (c) |  | 46' |
| LF               | 9  | Jordyn Huitema         |  | 46' |
| Thay người:      |    |                        |  |     |
| DF               | 2  | Allysha Chapman        |  | 46' |
| FW               | 6  | Deanne Rose            |  | 46' |
| MF               | 13 | Sophie Schmidt         |  | 46' |
| FW               | 20 | Cloé Lacasse           |  | 46' |
| FW               | 11 | Evelyne Viens          |  | 64' |
| MF               | 23 | Olivia Smith           |  | 77' |
| Huấn luyện viên: |    |                        |  |     |
| Bev Priestman    |    |                        |  |     |

| GK               | 18              | Mackenzie Arnold   | 81'   |       |
| RB               | 21              | Ellie Carpenter    |       |       |
| CB               | 15              | Clare Hunt         |       |       |
| CB               | 14              | Alanna Kennedy     |       |       |
| LB               | 7               | Steph Catley (c)   |       |       |
| RM               | 16              | Hayley Raso        |       | 75'   |
| CM               | 19              | Katrina Gorry      |       | 90+6' |
| CM               | 23              | Kyra Cooney-Cross  |       |       |
| LM               | 10              | Emily van Egmond   | 68'   | 84'   |
| CF               | 11              | Mary Fowler        |       |       |
| CF               | 9               | Caitlin Foord      |       |       |
| Thay người:      |                 |                    |       |       |
| FW               | 5               | Cortnee Vine       |       | 75'   |
| DF               | 4               | Clare Polkinghorne |       | 84'   |
| DF               | 22              | Charlotte Grant    |       | 90+6' |
| Huấn luyện viên: |                 |                    |       |       |
| Tony Gustavsson  | Tony Gustavsson | Tony Gustavsson    | 45+5' |       |

| Cầu thủ xuất sắc của trận đấu: Hayley Raso (Úc) Trợ lý trọng tài: Manuela Nicolosi (Pháp) Elodie Coppola (Pháp) Trọng tài thứ tư: Tess Olofsson (Thụy Điển) Trọng tài video: Pol van Boekel (Hà Lan) Trợ lý trọng tài video: Marco Fritz (Đức) Trợ lý trọng tài video (việt vị): Ella De Vries (Bỉ) |

### Cộng hòa Ireland vs Nigeria
| Cộng hòa Ireland | 0–0      | Nigeria |
| ---------------- | -------- | ------- |
|                  | Chi tiết |         |

| Cộng hòa Ireland | Nigeria |

| GK               | 1  | Courtney Brosnan  |     |       |
| CB               | 5  | Niamh Fahey       |     | 90+5' |
| CB               | 4  | Louise Quinn      |     |       |
| CB               | 6  | Megan Connolly    |     |       |
| RM               | 14 | Heather Payne     |     | 83'   |
| CM               | 12 | Lily Agg          |     | 83'   |
| CM               | 8  | Ruesha Littlejohn |     |       |
| LM               | 11 | Katie McCabe (c)  | 68' |       |
| RF               | 10 | Denise O'Sullivan |     |       |
| CF               | 18 | Kyra Carusa       |     |       |
| LF               | 17 | Sinead Farrelly   |     |       |
| Thay người:      |    |                   |     |       |
| FW               | 20 | Marissa Sheva     |     | 83'   |
| FW               | 19 | Abbie Larkin      |     | 83'   |
| DF               | 7  | Diane Caldwell    |     | 90+5' |
| Huấn luyện viên: |    |                   |     |       |
| Vera Pauw        |    |                   |     |       |

| GK               | 16 | Chiamaka Nnadozie (c) |  |     |
| RB               | 22 | Michelle Alozie       |  |     |
| CB               | 3  | Osinachi Ohale        |  |     |
| CB               | 14 | Oluwatosin Demehin    |  | 83' |
| LB               | 2  | Ashleigh Plumptre     |  |     |
| CM               | 10 | Christy Ucheibe       |  |     |
| CM               | 18 | Halimatu Ayinde       |  |     |
| RW               | 15 | Rasheedat Ajibade     |  |     |
| AM               | 7  | Toni Payne            |  |     |
| LW               | 12 | Uchenna Kanu          |  | 67' |
| CF               | 8  | Asisat Oshoala        |  | 67' |
| Thay người:      |    |                       |  |     |
| FW               | 11 | Gift Monday           |  | 67' |
| FW               | 6  | Ifeoma Onumonu        |  | 67' |
| DF               | 5  | Onome Ebi             |  | 83' |
| Huấn luyện viên: |    |                       |  |     |
| Randy Waldrum    |    |                       |  |     |

| Cầu thủ xuất sắc của trận đấu: Courtney Brosnan (Cộng hòa Ireland) Trợ lý trọng tài: Karen Diaz Medina (México) Enedina Caudillo (México) Trọng tài thứ tư: Lina Lehtovaara (Phần Lan) Trọng tài video: Massimiliano Irrati (Ý) Trợ lý trọng tài video: Salomé di Iorio (Argentina) Trợ lý trọng tài video (việt vị): Lucie Ratajová (Cộng hòa Séc) |

## Kỷ luật của bảng đấu
Điểm kỷ luật sẽ được sử dụng như một tiêu chí xếp hạng nếu thành tích chung cuộc và thành tích đối đầu của các đội bằng nhau. Điểm này được tính dựa trên số thẻ vàng và thẻ đỏ nhận được trong tất cả các trận đấu vòng bảng như sau:
- thẻ vàng thứ nhất: trừ 1 điểm;
- thẻ đỏ gián tiếp (thẻ vàng thứ hai): trừ 3 điểm;
- thẻ đỏ trực tiếp: trừ 4 điểm;
- thẻ vàng và thẻ đỏ trực tiếp: trừ 5 điểm;

Chỉ một trong số các khoản trừ trên được áp dụng cho một cầu thủ trong một trận đấu duy nhất.
| Đội              | Trận 1   | Trận 1                                    | Trận 1 | Trận 1            | Trận 2   | Trận 2                                    | Trận 2 | Trận 2            | Trận 3   | Trận 3                                    | Trận 3 | Trận 3            | Điểm |
| Đội              | Thẻ vàng | Thẻ vàng · Thẻ vàng-đỏ (thẻ đỏ gián tiếp) | Thẻ đỏ | Thẻ vàng · Thẻ đỏ | Thẻ vàng | Thẻ vàng · Thẻ vàng-đỏ (thẻ đỏ gián tiếp) | Thẻ đỏ | Thẻ vàng · Thẻ đỏ | Thẻ vàng | Thẻ vàng · Thẻ vàng-đỏ (thẻ đỏ gián tiếp) | Thẻ đỏ | Thẻ vàng · Thẻ đỏ | Điểm |
| ---------------- | -------- | ----------------------------------------- | ------ | ----------------- | -------- | ----------------------------------------- | ------ | ----------------- | -------- | ----------------------------------------- | ------ | ----------------- | ---- |
| Úc               |          |                                           |        |                   | 1        |                                           |        |                   | 2        |                                           |        |                   | –3   |
| Cộng hòa Ireland | 1        |                                           |        |                   | 1        |                                           |        |                   | 1        |                                           |        |                   | –3   |
| Canada           | 2        |                                           |        |                   | 2        |                                           |        |                   |          |                                           |        |                   | –4   |
| Nigeria          | 1        |                                           | 1      |                   | 2        |                                           |        |                   |          |                                           |        |                   | –7   |